# Johannes Leopold Dewton
Johannes Leopold Dewton (geboren als Johannes Leopold Deutsch 27. September 1905 in Wien, Österreich-Ungarn; gestorben 2. Juli 1985 in Arlington (Washington)) war ein austroamerikanischer Bibliothekar.

## Leben
Johannes Leopold Deutsch war ein Sohn des Dermatologen Eduard Deutsch und der Opernsängerin Elsbeth Brauchbar, er hatte zwei Geschwister. Seine Eltern wurden Opfer des Holocaust.
Deutsch besuchte die Wiener Handelsakademie und studierte ab 1923 Jura an der Universität Wien, wo er 1927 promoviert wurde. Er arbeitete als Rechtsanwaltsanwärter und machte sich 1935 selbständig. Er heiratete 1935 die Juristin Hedwig Marianne Strauss, sie hatten drei Kinder. Deutsch gehörte ab 1936 zum Vorstand des Compass-Verlags und war Herausgeber des Büro-Compass. Nach dem Anschluss Österreichs 1938 emigrierte Deutsch im Folgejahr in die USA, wo er bei Verwandten in Chicago unterkam und sich zunächst mit verschiedenen Gelegenheitsarbeiten und als „Fuller-Brush-Man“ als Vertreter für Haushaltsbürsten durchschlug. 1940/41 besuchte er die Bibliothekars-Schule der University of Illinois at Chicago und machte einen Bachelor-Abschluss. Dewton wurde als Bibliothekar an der Universität tätig und machte 1944 einen Master. 1945 war er als Hauptmann der US-Army in London eingesetzt. 
Dewton arbeitete ab 1945 die nächsten dreißig Jahre als Bibliothekar an der Library of Congress (LoC) in Washington, D.C., entwickelte Katalogisierungssysteme und leitete das National Union Catalog Publication Project, in dem bis zu seiner Pensionierung 685 von geplanten 745 Bänden erschienen. In Wien gründete er eine Zweigstelle der LoC.

## Schriften (Auswahl)
- The grand illusion; some observations on the present state of cataloging and the American Library Association's draft code. 1961
- Proposal for a national union catalog subject index. Library of Congress. Union Catalog Division